# Bergères-lès-Vertus
 Bergères-lès-Vertus  es una población y comuna francesa, en la región de Champaña-Ardenas, departamento de Marne, en el distrito de Châlons-en-Champagne y cantón de Vertus.

## Demografía
| 418 | 517 | 512 | 510 | 536 | 540 |
| Para los censos de 1962 a 1999 la población legal corresponde a la población sin duplicidades (Fuente: INSEE [Consultar]) |     |     |     |     |     |